# 고물자리 파이

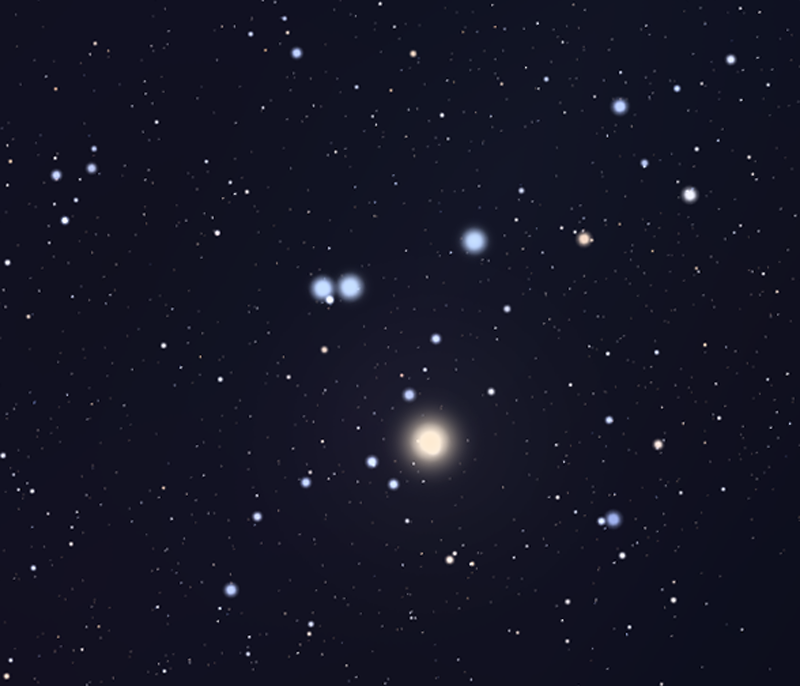

고물자리 파이는 고물자리에서 두 번째로 밝은 항성이다. 겉보기 등급은 2.733으로 밤중에 맨눈으로도 쉽게 볼 수 있다. 시차 자료로 얻은 지구로부터 이 별까지의 거리는 대략 810 광년(약 250 파섹)이다. 파이는 이중성으로 주인별으로부터 각거리로 0,72 초각, 위치각상 148도 떨어진 곳에 겉보기 등급 6.86의 짝별이 있다.
고물자리 파이의 분광형 스펙트럼은 K3 Ib이다. 광도분류 Ib는 광도가 낮은 초거성으로, 중심핵의 수소 연료를 다 태워서 주계열 단계에서 진화한 상태이다. 항성은 많이 부풀어 그 반지름은 태양의 약 290배에 이른다. 항성 표면의 유효온도는 약 4천 켈빈으로 겉보기상으로 K형의 오렌지색 항성으로 보인다. 파이는 반규칙 변광성으로 밝기가 2.70에서 2.85까지 변한다. 고물자리 파이는 산개성단 콜린더 135에서 가장 밝은 별이기도 하다.

## 명칭
동아시아 별자리에서 알루드라는 정수에서 호시(弧矢, 활과 화살)에 속한 별 중 하나이다. 호시의 구성원은 큰개자리 에타, 큰개자리 델타, HD 63032, HD 65456, 고물자리 오미크론, 마르케브, 큰개자리 엡실론, 큰개자리 카파, 고물자리 파이이다. 여기에서 큰개자리 에타는 궁시구(弧矢九, 궁시에서 아홉 번째 별)가 된다.